# 段宗三
段宗三（1917年10月—），男，河南新乡人，中华人民共和国政治人物，曾任郑州市政协主席，河南省政协副主席，第六届全国政协委员。